# مقرانی (استان بویره)
مقرانی (به عربی: المقراني) یک شهرداری در الجزایر است که در استان بویره واقع شده‌است.
 مقرانی  ۴٬۸۵۶ نفر جمعیت دارد.